# Al·letrín
L'al·letrín és un compost sintètic utilitzat en insecticides. Són piretroides sintètics d'una substància química natural trobada a la flor de Tanacetum cinerariifolium. Va ser sintetitzat l'any 1949 per Milton S. Schechter. L'al·letrín va ser el primer piretroide.
Aquests compostos tenen una toxicitat baixa per aus i humans, i s'utilitzen en insecticides domèstics i esquers per mosquits, musques domèstiques i escarabats de cuina. Són altament tòxics per peixos i abelles. Els insectes sota la seva exposició es paralitzen abans de morir. Per el control dels mosquits a l'aire s'utilitza per aspersió, en concentracions reduïdes.